# Alix Senator
Alix Senator (Originaltitel: Alix Senator) ist eine frankobelgische Comicserie über die Comic-Figur Alix im Erwachsenenalter. In den Sequels zur von Jacques Martin konzipierten Ursprungsserie erlebt der über 50-jährige Alix, nun römischer Senator, neue Abenteuer im Jahr 12 und 11 v. Chr. 
Gezeichnet werden die Alben von Thierry Démarez, Autorin ist Valérie Mangin.
Seit 2012 wird die bisher 13 Bände umfassende Serie vom Verlag Casterman veröffentlicht, die deutsche Übersetzung erfolgt bei Splitter. Es gibt weitere Übersetzungen ins Finnische, Italienische, Kroatische, Niederländische, Portugiesische und Spanische.

## Alben
| Nr. | Deutscher Titel                | Jahr | Originaltitel              | Jahr |
| --- | ------------------------------ | ---- | -------------------------- | ---- |
| 1   | Die blutigen Flügel            | 2013 | Les aigles de sang         | 2012 |
| 2   | Der letzte Pharao              | 2014 | Le dernier pharaon         | 2013 |
| 3   | Die Verschwörung der Raubvögel | 2015 | La conjuration des rapaces | 2014 |
| 4   | Die Dämonen von Sparta         | 2016 | Les démons de Sparte       | 2015 |
| 5   | Das Klagen der Kybele          | 2017 | Le hurlement de Cybèle     | 2016 |
| 6   | Der Berg der Toten             | 2018 | La montagne des morts      | 2017 |
| 7   | Macht und Ewigkeit             | 2019 | La puissance et l´éternité | 2018 |
| 8   | Die Stadt der Gifte            | 2019 | La cité des poisons        | 2018 |
| 9   | Die Geister Roms               | 2020 | Les spectres de Rome       | 2019 |
| 10  | Der Todeswald                  | 2020 | La fôret carnivore         | 2020 |
| 11  | Der Sklave von Khorsabad       | 2021 | L´esclave de Khorsabad     | 2020 |
| 12  | Die Scheibe des Osiris         | 2022 | Le disque d´Osiris         | 2021 |
| 13  | Die Höhle des Minotaurus       | 2023 | L'Antre du Minotaure       | 2022 |
| 14  | Der Schwur des Arminius        | 2024 | Le Serment d'Arminius      | 2023 |
| 15  | Der Kreis der Riesen           | 2025 | Les Cercles des Géants     | 2024 |